# Macromia weerakooni
Macromia weerakooni — вид бабок з родини кордуліїд (Corduliidae). Описаний у 2021 році.

## Назва
Вид названо на честь професора Деваки К. Віракуна (Університет Коломбо).

## Поширення
Ендемік Шрі-Ланки. Вид відовий з одного екземпляра самця, зібраного в Кірікітті (Веліверія, Західна провінція) в низинній вологій зоні країни.

## Опис
Відрізняється від близьких видів Macromia flavicincta (Selys, 1874); Macromia irata (Fraser, 1924) і Macromia bellicosa (Fraser, 1924) бірюзовими блакитними очима, повністю чорною губою, короткою жовтою передплечовою смужкою, перерваною жовтою смужкою на передньому краї metepissternum і відмінностями у вторинних геніталіях і анальних придатках.